# Сурчин
Сурчин (на сръбски: Сурчин) е град в Сърбия, Белградски окръг. Административен център е на община Сурчин.

## География
Намира се в югоизточната част на историческата област Срем, 20 км западно от Белград. Северно от града е разположено белградското летище „Никола Тесла“.

## Население
Населението на града възлиза на 18 205 жители (2011 г.).
Етнически състав (2002 г.):
- сърби – 12 358 жители (86,46%)
- цигани – 702 жители (4,91%)
- хървати – 377 жители (2,63%)
- югославяни – 79 жители (0,55%)
- черногорци – 75 жители (0,52%)
- македонци – 45 жители (0,31%)
- мюсюлмани – 43 жители (0,30%)
- словаци – 17 жители (0,11%)
- албанци – 14 жители (0,09%)
- унгарци – 10 жители (0,06%)
- други – 22 жители (0,13%)
- недекларирали – 284 жители (1,98%)